# کت‌قرمز (لباس همسان نظامی)

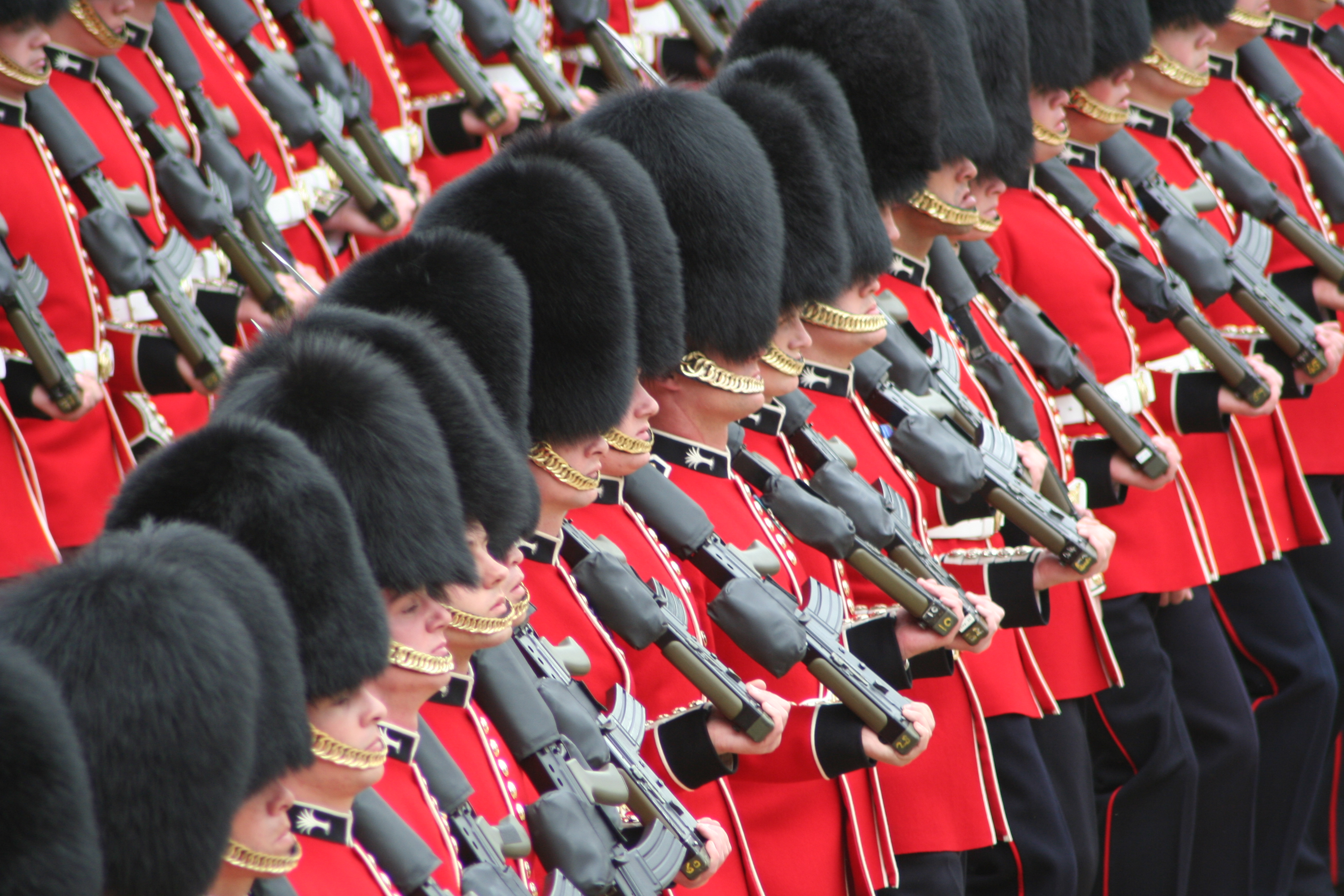
نگهبانان ولزی در روز تولد ملکه، ۲۰۰۷.

کت‌قرمز یا کت قرمز یک لباس نظامی تاریخی است که به شکلی گسترده توسط اکثر هنگ ارتش بریتانیا در طول قرون ۱۷ تا ۲۰ مورد استفاده قرار می‌گرفت. پوشش مخملی آن همچنان در قرن بیست و یکم مورد استفاده قرار می گیرد، در حالی که تعدادی از نیروهای مسلح کشورهای مشترک‌المنافع ملل متحد آن را به عنوان لباس همسان خود پذیرفته‌اند. 
از اواسط قرن هفدهم تا نوزدهم، لباس اکثر سربازان انگلیسی (به جز توپخانه ، تفنگ‌داران و سواره‌نظام) شامل یک کت قرمز روناسی بود. از سال ۱۸۷۳، سایه روشن قرمزنارنجی برای همه درجه‌های نظامی به تصویب رسید، اما پیش از آن تنها افسران، گروهبانان و سواره‌نظام آن را می‌پوشیدند.

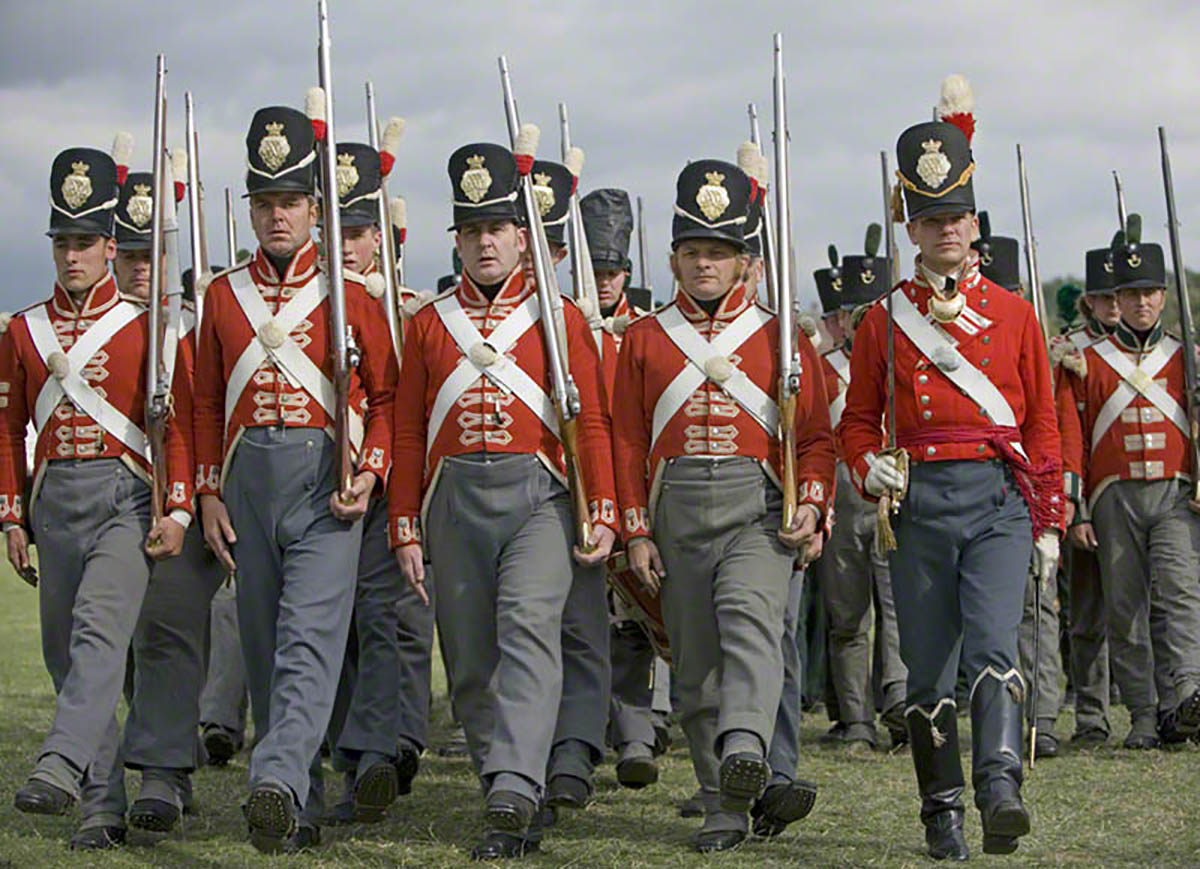
بازیگران نمایش‌های تاریخی در لباس کت‌قرمزهای هنگ سی و سوم پیاده در طول جنگ هاي ناپلئوني بین سال های ۱۸۱۲ تا ۱۸۱۶. افسر سمت راست تصویر با لباس مخملی روشن‌تر مشخص است.